# Іскрицький Олександр

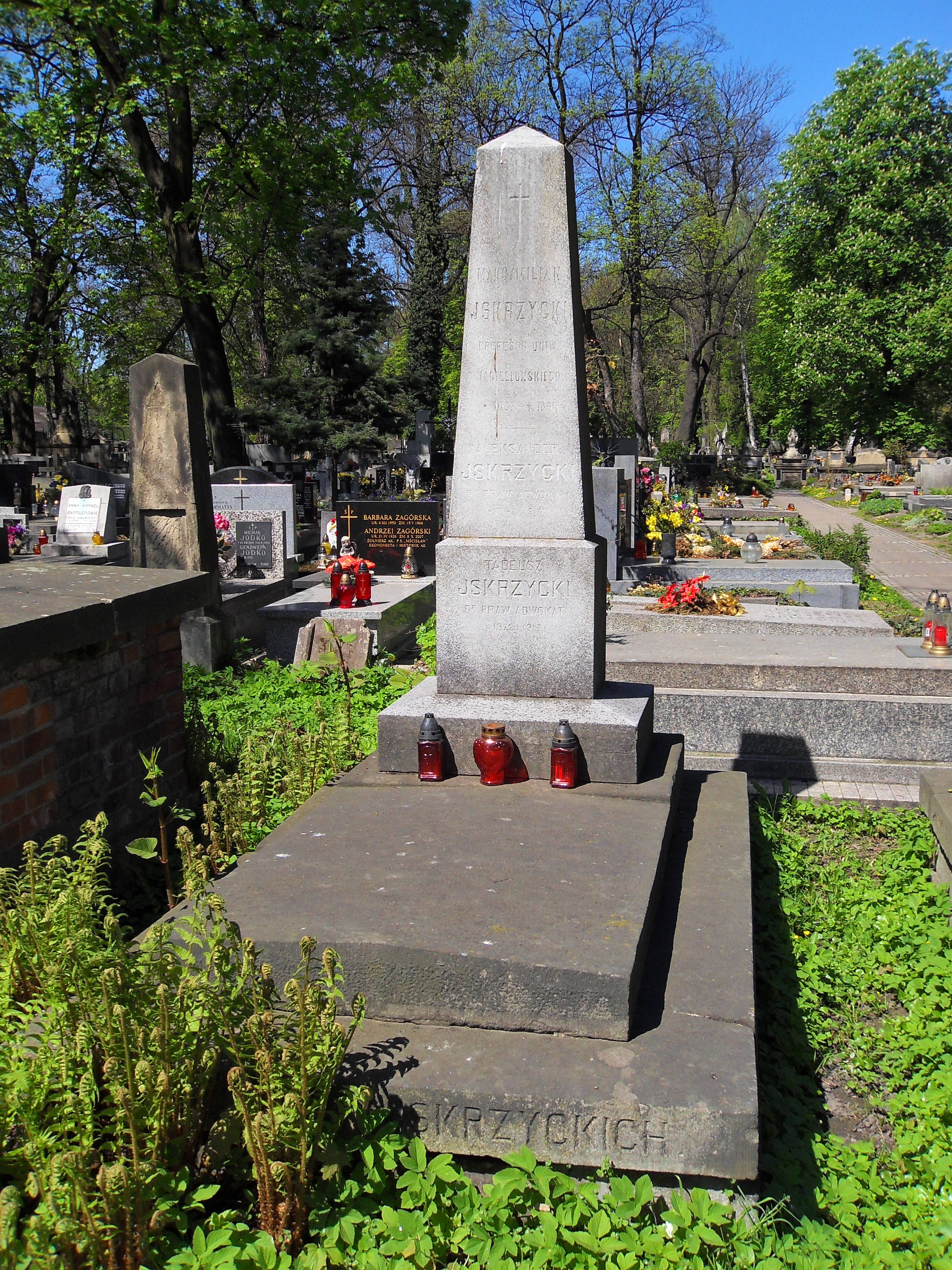
Гробівець, в якому похований д-р Олександр Іскрицький та його родичі

д-р Олександр Іскрицький (пол. Aleksander Iskrzycki) — адвокат з міста Сяніку, громадсько-політичний діяч. Посол до Галицького сейму 5-го скликання у 1883 році: був обраний від IV курії округу Лісько — Балигрод — Лютовиська, входив до «Руського клубу», склав мандат 27 вересня 1883 року. 1883 року був обраний внаслідок гострої передвиборчої боротьби, відразу зрікся мандату, оскільки вважав справу затвердження свого мандату (повноважень) програною. Кандидував також у 1876 році.